# Rivière des Renards
Pour l’article homonyme, voir Renard (homonymie).
La rivière des Renards est un affluent de la rive sud de la rivière du Barrage laquelle se déverse sur la rive sud de la rivière Samson (Chaudière). Le courant de cette dernière se déverse successivement sur la rive est de la rivière Chaudière et sur la rive sud du fleuve Saint-Laurent.
La "rivière des Renards" coule dans la municipalité de Saint-Ludger, dans la municipalité régionale de comté (MRC) Le Granit, dans la région administrative de l'Estrie, au Québec, au Canada.

## Géographie
Les principaux bassins versants voisins de la "rivière des Renards" sont :
- côté nord : rivière du Barrage, rivière Samson, rivière Chaudière ;
- côté est : rivière du Barrage, ruisseau Tom-Leclerc, ruisseau du Loup, rivière du Loup ;
- côté sud : Hogans Brook (É.U.A.), Little Gulf Stream (É.U.A.), Smith Brook (É.U.A.) ;
- côté ouest : rivière Samson, rivière Chaudière.

La "rivière des Renards" prend sa source dans le 8e rang de Saint-Ludger, près de la frontière canado-américaine. Cette zone de tête est situé au nord de Unknown Pont (comté de Franklin, Maine, É.U.A.) et des montagnes de Gorham Gore.
À partir de sa source, la "rivière des Renards" coule sur 7,8 km répartis selon les segments suivants :
- 2,1 km vers le nord-ouest, jusqu'à la confluence d'un ruisseau (venant du sud) ;
- 3,5 km vers le nord-ouest, jusqu'au pont du chemin Vallerand ;
- 1,7 km vers le nord, jusqu'au pont du chemin du 6e et 7e rang ;
- 0,5 km vers le nord-est, jusqu'à sa confluence.

La "rivière des Renards" coule en parallèle entre la rivière du Barrage et la rivière Samson. La "rivière des Renards" se déverse sur la rive sud de la rivière du Barrage. Cette confluence est située au sud-est du village de Saint-Ludger.

## Toponymie
Le toponyme "rivière des Renards" a été officialisé le 28 février 1980 à la Commission de toponymie du Québec.